# Cephalaria kesruanica
Cephalaria kesruanica är en tvåhjärtbladig växtart som beskrevs av Mout. Cephalaria kesruanica ingår i släktet jätteväddar, och familjen Dipsacaceae. Inga underarter finns listade i Catalogue of Life.